# Felipe Ovono
Felipe Ovono est un footballeur international équatoguinéen né le 26 juillet 1993 à Mongomo. Il évolue au poste de gardien de but aux Futuro Kings.

## Carrière
- 2009-2013 : CD Elá Nguema ( Guinée équatoriale)
- 2014 : Deportivo Mongomo ( Guinée équatoriale)[1]
- 2015-2017 : Orlando Pirates ( Afrique du Sud)
- 2017 : CD Elá Nguema ( Guinée équatoriale)
- 2017-2020 : Mekele 70 Enderta ( Éthiopie)
- Depuis 2020 : Futuro Kings ( Guinée équatoriale)

## Palmarès
| CD Elá Nguema - Championnat de Guinée équatoriale (2) : - Champion : 2011 et 2012. |  | Mekele 70 Enderta - Championnat d'Éthiopie (1) : - Champion : 2018-19. |